# 1612 en arts plastiques
| Années des arts plastiques : 1609 - 1610 - 1611 - 1612 - 1613 - 1614 - 1615    |
| Décennies des arts plastiques : 1580 - 1590 - 1600 - 1610 - 1620 - 1630 - 1640 |

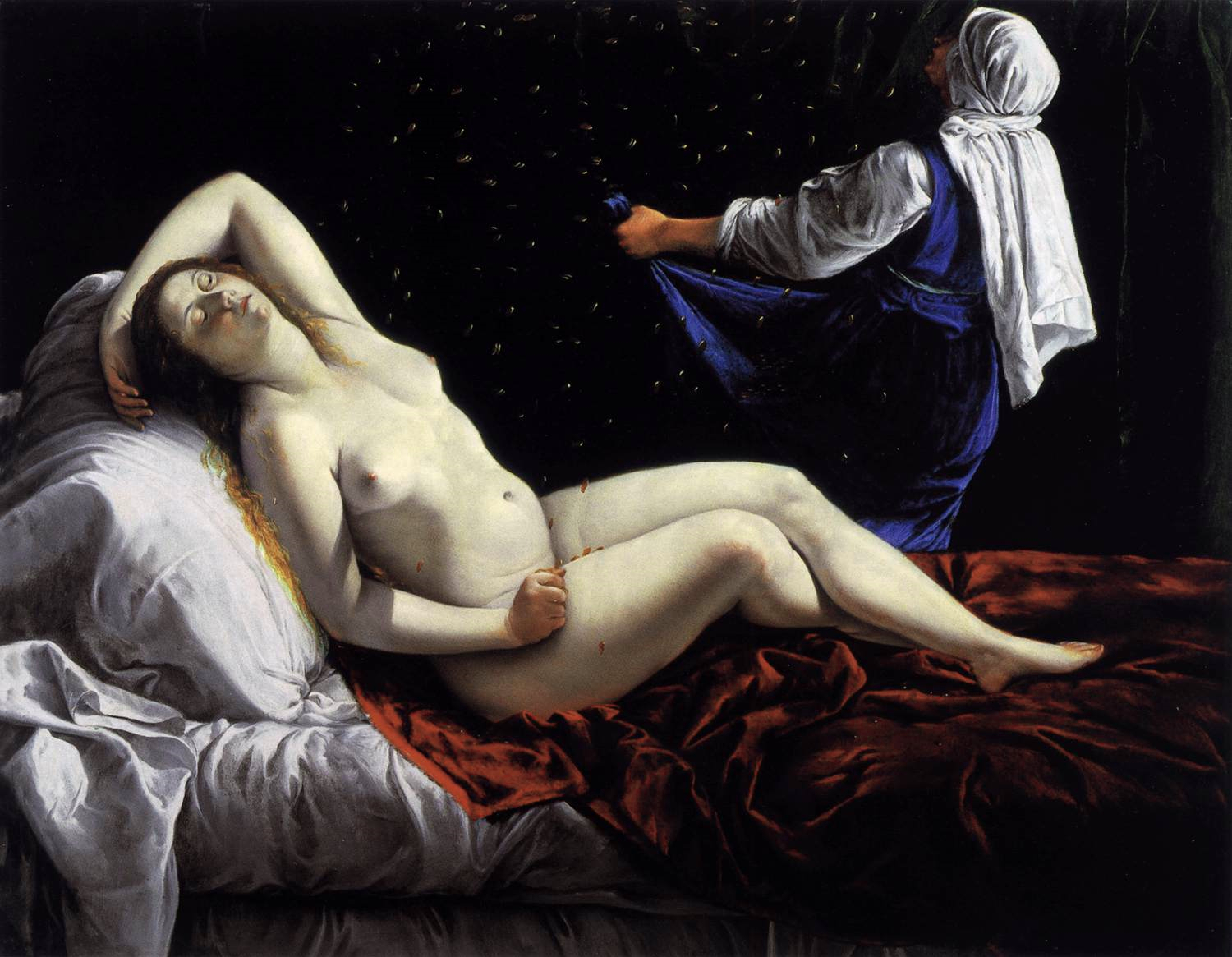
Danaë, d'Artemisia Gentileschi..

Cette page concerne l'année 1612 en arts plastiques.

## Œuvres
- Nature morte aux fleurs et aux coupes de Clara Peeters.

## Naissances
- 12 avril : Simone Cantarini, peintre et graveur italien († 1648),
- 19 octobre : Nicolas Chaperon,  peintre, dessinateur et graveur français († 1656),
- 17 novembre :
  - Pierre Mignard, peintre français († 30 mai 1695),
  - Frans Post, peintre néerlandais († 17 février 1680),
- ? décembre : Benjamin Gerritsz Cuyp, peintre néerlandais († 28 août 1652),
- ? :
  - Baldassare Bianchi, peintre baroque italien († 1679),
  - Zhou Lianggong, peintre chinois († 1672),
- vers 1612 : 
  - Gerrit Willemsz Horst, peintre néerlandais († octobre 1652).
  - Ignacio de Ries, peintre actif en Espagne († après 1661).

## Décès
- 12 février : Jodocus Hondius, graveur et cartographe hollandais (° 17 octobre 1563),
- ? mars : Philippe Galle, graveur flamand (° 1537),
- 5 avril : Diana Scultori Ghisi, graveuse maniériste italienne (° 1547),
- 14 mai : Patricio Caxés, peintre de cour italien (° vers 1544),
- 30 septembre : Federico Barocci, peintre maniériste italien (° 1528),
- 4 octobre : Cesare Aretusi, peintre portraitiste italien († 1er septembre 1549),
- 10 octobre : Bernardino Poccetti, peintre italien de l'école florentine (° 26 août 1548),
- 29 novembre : Nicolas Cordier, sculpteur né dans le duché de Lorraine (° 1567),
- ? :
  - Giovanni Bizzelli, peintre maniériste italien de l'école florentine (° 1556),
  - Gerrit Pietersz Sweelink, peintre et dessinateur hollandais (° 1er novembre 1556).